# غاردياغريلي
غاردياغريلي (بالإيطالية: Guardiagrele)‏ هي بلدية في مقاطعة كييتي في إقليم أبروتسو الإيطالي.

## السكان
في سنة 1861 بلغ عدد السكان 8٬188 نسمة، وتطور العدد ليصل في سنة 2011 لـ 9٬367 نسمة.
يظهر هذا المخطط البياني تطور النمو السكاني لـ غاردياغريلي

## أعلام
- فرانسيسكو سيرافاني
- نيكولا دي فيليبو
- مورغان دي سانتيس
- لوريس باكيتي